# Arlette Pacheco
Arlette Pacheco Espinobarros (Ciudad de México, 18 de abril de 1959) es una actriz mexicana de cine y televisión.

## Carrera
Comenzó su carrera como actriz en 1978 en la cinta El zorro blanco. Desde entonces sobresalió por su gran belleza y escultural figura, en cintas como Es mi vida, La salvaje ardiente, Más buenas que el pan y Mecánica mexicana, entre otras. A su vez inició su carrera en la televisión con la telenovela La divina Sarah en 1980. Desde entonces ha participado en más de 20 telenovelas, entre otras: Vivir enamorada, La gloria y el infierno, Mi querida Isabel, Camila, El privilegio de amar, El noveno mandamiento, Niña amada mía, Rubí y Mar de amor. También continuó con una extensa carrera en cine, ha intervenido en más de 35 películas tales como Los triunfadores, Esas ruinas que ves, Lo que importa es vivir, Palenque, Reclusorio III y Ya no las hacen como antes. También participó en infinidad de series como Mis huéspedes, Mujer, casos de la vida real, Hermanos y detectives y Como dice el dicho.
Estuvo mucho tiempo casada con Raúl Vale quien fue esposo de la primera actriz Angélica María. Tiene dos hijas de otra relación, Nicole y Carla. Angélica Vale, la hija de su exmarido la invitó a principios de 2009 a su matrimonio con Otto Padrón a celebrarse en febrero de ese año, pero la actriz declinó amablemente la invitación, no sin desearle mucha felicidad a la pareja.

## Filmografía

### Películas
- Ya no los hacen como antes (2003)
- Reclusorio III (1999)
- Mecánica mexicana (1995)
- La revancha (1985) .... Cristina
- El secuestro de un policía (1991)
- Palenque (1990) .... Cristina
- Violaciones, casos de la vida real (1990)
- Ser charro es ser mexicano (1987)
- Más buenas que el pan (1987)
- Lo que importa es vivir (1987) .... Parienta
- Adorables criminales (1987)
- Mente asesina (1987)
- Un macho en la cárcel de mujeres (1986)
- Llegamos los fregamos y nos fuimos (1985)
- Mi querida vecindad (1985)
- El secuestro de Camarena (1985)
- El día de los albañiles 2 (1985) .... Leticia
- El hijo de Jacinto el tullido (1985)
- Emanuelo (1984)
- La salvaje ardiente (1984)
- Lobo salvaje (1983)
- Aquel famoso Remington (1982)
- Valentín Lazaña (1982)
- La cosecha de mujeres (1981)
- El Noa Noa (1980)
- Discoteca es amor (1979)
- El sexo me da risa (1979)
- Adriana del Río, actriz (1979)
- Estas ruinas que ves (1979) .... Hermana Verdugui
- En la trampa (1979) .... Berta
- El año de la peste (1979) .... Reportera
- 4 hembras y un macho menos (1979)
- El alburero (1979)
- Los triunfadores (1978)
- La plaza de Puerto Santo (1978) .... Hija de Carmona
- El zorro blanco (1978)

### Telenovelas
- Las hijas de la señora García (2024) - Gloria González[2]
- Cabo (2022-2023) - Guadalupe Gutiérrez[3]
- Contigo sí (2021-2022) - Fedra Altamirano Garmendia[4]
- Vencer el miedo (2020) - Carmela[5]
- Por amar sin ley (2018-2019) - Carmen Toledo
- Me declaro culpable (2017-2018) .... Enriqueta "Queta" Ruiz
- Mujeres de negro (2016) .... Elisa
- La sombra del pasado (2014/15) .... Viviana Simoneta Saavedra Vda. de Otero
- Por siempre mi amor (2013/14) .... Corina
- Corazón indomable (2013) .... Sonia
- Mar de amor (2009-2010) .... Maura Larroja
- Las tontas no van al cielo (2008) .... Laura de Morales
- Código postal (2006) .... Gloria Durán
- La esposa virgen (2005) .... Soledad Rivadeneira
- Rubí (2004) .... Lilia López de Duarte
- Corazones al límite (2004)
- Niña amada mía (2003) .... Zulema Contreras
- Cómplices al rescate (2002) .... Florencia
- El noveno mandamiento (2001) .... Alicia Jiménez
- Por un beso (2000-2001) .... Malena
- Serafín (1999) .... Raquel
- El privilegio de amar (1998-1999) .... Begoña
- Camila (1998-1999) .... Iris Molina
- El secreto de Alejandra (1997-1998) .... Ivonne
- Mi querida Isabel (1996-1997) .... Margarita
- Canción de amor (1996) .... Juliana
- La gloria y el infierno (1986) .... Amalia
- Principessa (1984) .... Maripaz
- Vivir enamorada (1982) .... Raquel
- Gabriel y Gabriela (1982)
- La divina Sarah (1980) .... Terka

### Series de TV
- Esta historia me suena (2023)[6]
- Madre solo hay dos (2022) .... Marcela[7]
- Como dice el dicho (2012) .... "La carga echa a andar el burro"
- Hermanos y detectives (2009)
- Ellas son... la alegría del hogar (2009) .... Irene Ramírez
- La rosa de Guadalupe (2008-presente) .... Varios personajes
- Sin límite de velocidad - Sol
- Te sirvo un café - Camila
- Segunda Vuelta - Ruth
- Inocentes - Inés
- Para que no te cachen tus papás - Samantha
- Mujer, casos de la vida real (2000-2007)
- Mis huéspedes (1982) .... Betty